# Minnets envishet
Minnets envishet, alternativt Minnets beständighet, (spanska: La persistencia de la memoria, katalanska La persistència de la memòria) är en oljemålning utförd av den katalanska bildkonstnären Salvador Dalí. Målningen färdigställdes 1931 och är ett av Dalis mest berömda konstverk.
På svenska är den främst känd under översättningarna Minnets envishet eller Minnets beständighet, medan den på andra språk ibland är känd som "De galna/smältande/mjuka klockorna" efter bildens huvudmotiv. Tavlan ägs av Museum of Modern Art i New York (USA).

## Beskrivning
Målningen, som endast är 24 centimeter hög och 33 centimeter bred, framställer fyra fickur i ett öde landskap. Tre av uren är öppna och deformerade och ett är stängt. Ett av de deformerade uren hänger över en ensam gren som sticker ut från ett naket träd, två ligger på den möbel (?) som trädet är rotat i, medan det fjärde uret hänger grensle över en sovande, ansiktslik gestalt. I fonden syns havet som nästan flyter samman med himlen. Man kan även se att Dalí har ritat dit två spikar, vilket gör att bilden nästan ser ut att vara fastspikad på en vägg.
Vattnet och kustlinjen i tavlans fond är hämtad från Port Lligat i nordöstra Katalonien, en ort där Dalí länge bodde. Orten inrymmer numera Casa Salvador Dalí.

### Symbolik och uppföljning
De smältande klockorna sägs symbolisera tidens flykt medan man drömmer, alternativt en tolkning av Albert Einsteins relativitetsteori. Dalí sa själv att han inspirerats till bilden genom att ha sett camembert-ost smälta i solsken och att målningen bara var en surrealistisk tolkning av detta. Redan 1930 hade Dalí målat symboliken med en mjuk klocka i målningen Osificación prematura de una estación ('Förtida förbening av en station').
Senare har Dalí vid flera tillfällen återkommit till den smältande klocksymboliken. 1954 års La desintegración de la persistencia de la memoria ('Minnets envishets upplösning') kopierar den ursprungliga målningen men med de ingående föremålen i smådelar. Dalí använde även symboliken i flera litografier och skulpturer.

## Historik och betydelse
Minnets envishet färdigställdes 1931, och den visades offentligt första gången samma år på Pierre Colles galleri i Paris. 1932 ställdes den ut på Julien Levys galleri i New York, som del av utställningen "Surrealism: Paintings, Drawings and Photographs". Sedan 1934 ingår den i samlingarna hos Museum of Modern Art i samma stad. Museet inköpte målningen för 400 US-dollar.
På svenska kallas målningen Minnets envishet eller Minnets beständighet; ibland förekommer också verktiteln Minnets fortbestånd. På engelska går den under namnet The Persistence of Memory och på katalanska som La persistència de la memòria. Den är på olika språk informellt känd under titlar motsvarande De galna/mjuka/smältande klockorna (katalanska: El rellotges tous, 'De galna klockorna').
Målningen med smältande fickur har fått vid användning som symbol i kulturen. Bland annat har flera klocktillverkare skapat fungerande ur av motsvarande utformning som kan placeras eller fixeras runt en möbelkant. Symboliken har också tagits ett steg längre, med andra sorters förvridningar av urtavlan

## Galleri

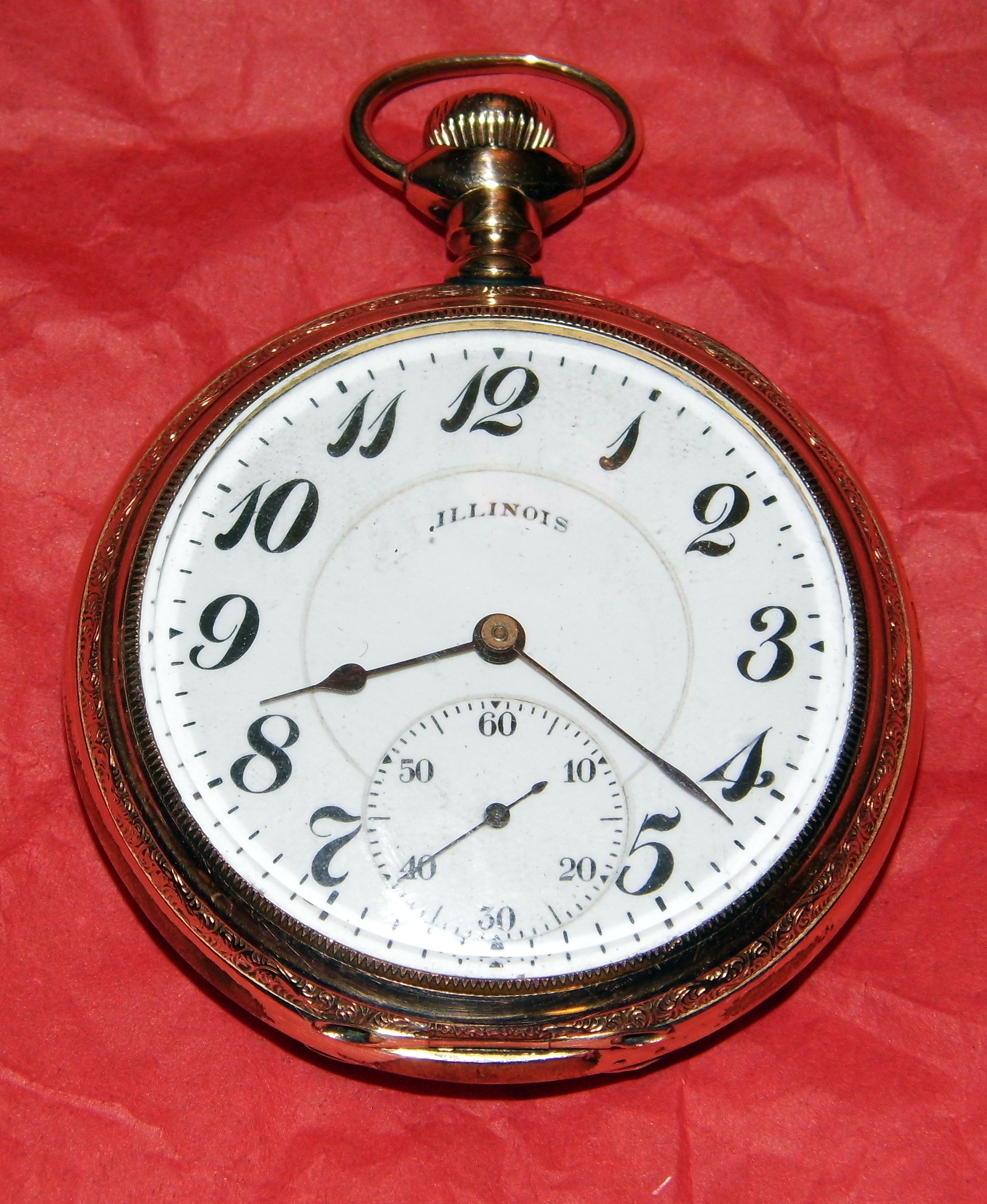
Tavlans huvudmotiv är fyra fickur i olika stadier av "smältning".
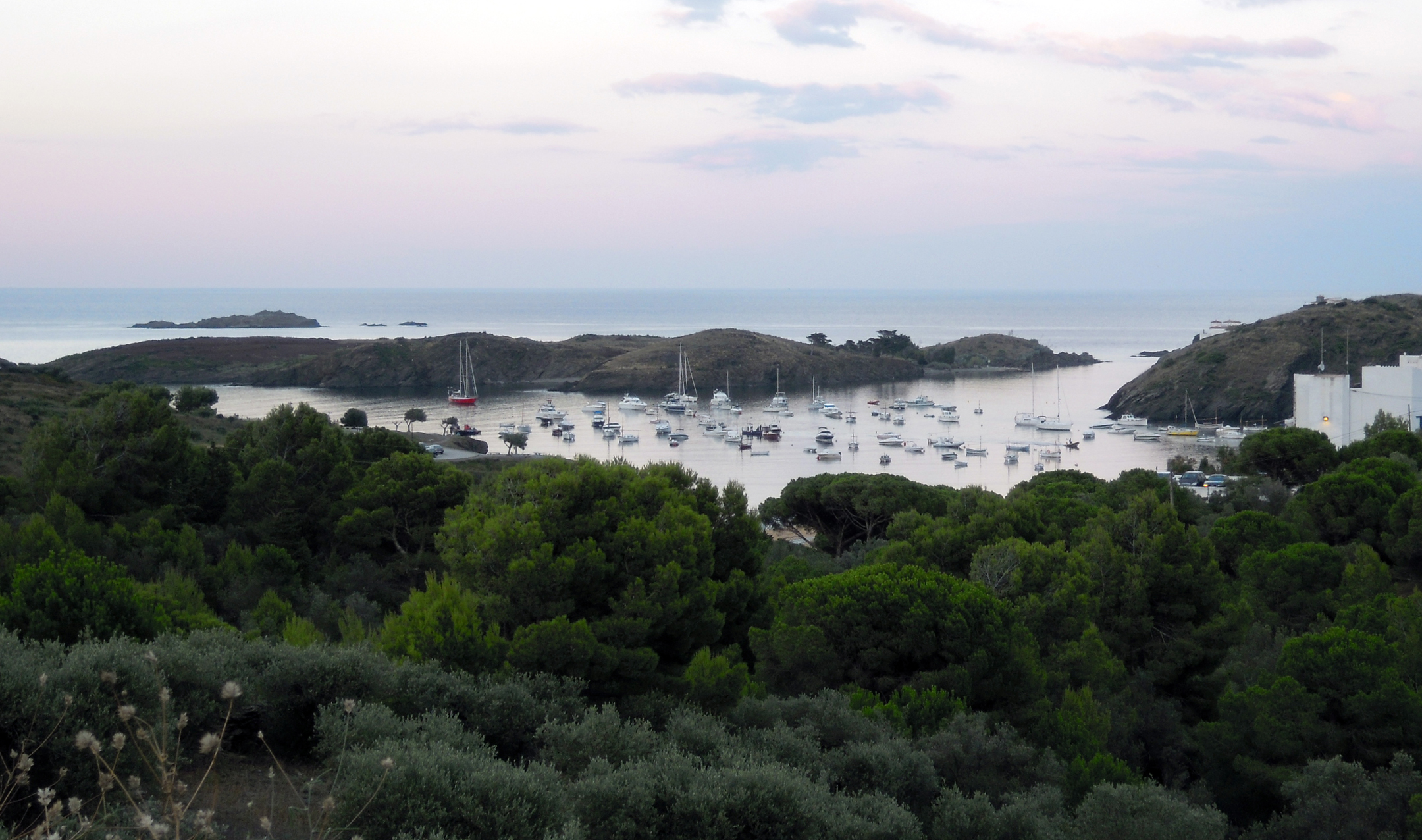
Tavlans bakgrund föreställer Port Lligat i nordöstra Katalonien.
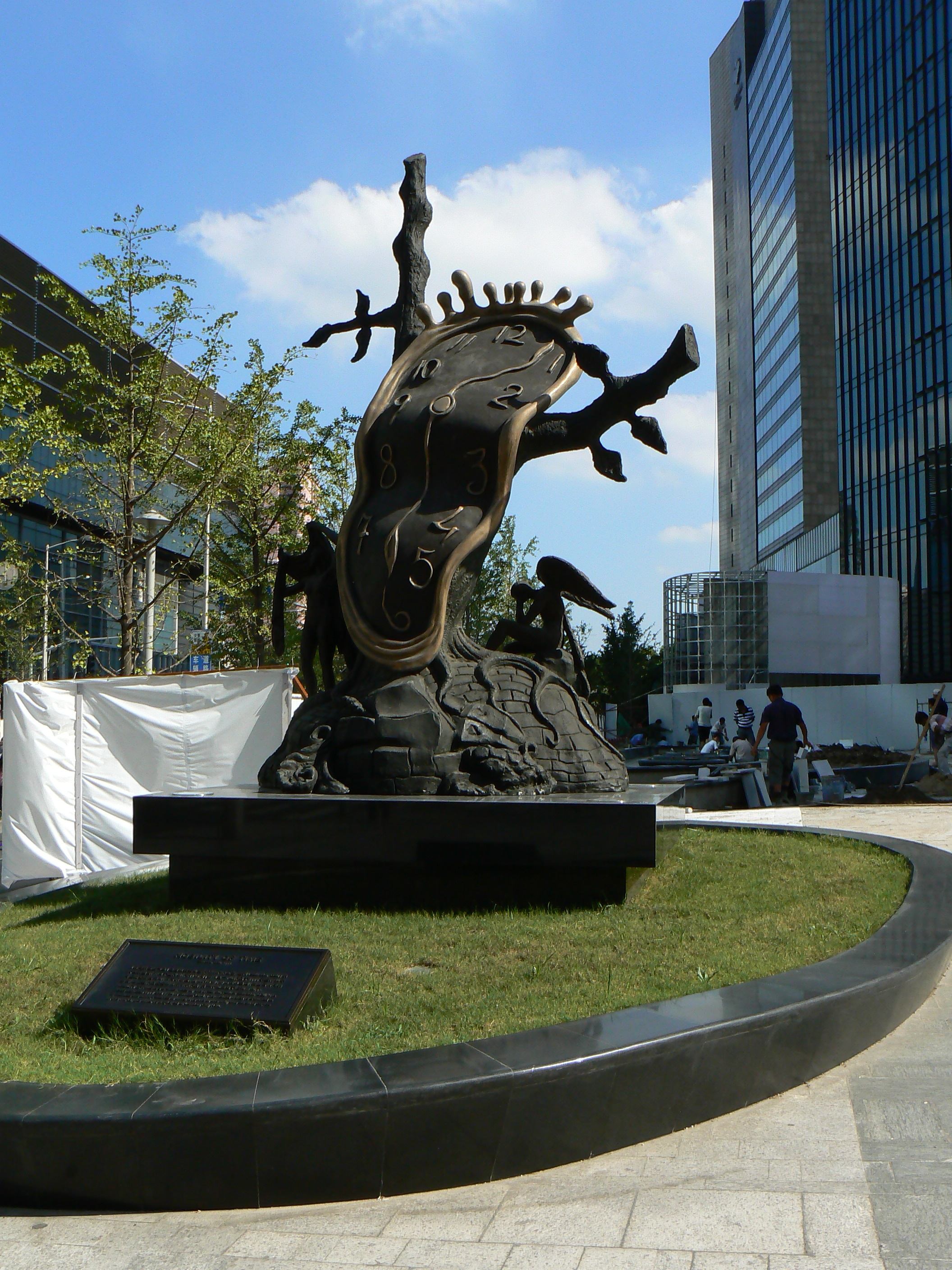
Replik av Dalís skulptur efter sin egen målning, i Shanghai.